# Matthew White (historiador)
|  | Per a altres significats, vegeu «Matthew White». |

Matthew White   (Estats Units d'Amèrica, segle XX) és un escriptor d'història popular estaunidenc, autodefinit com atrocitòleg. La seva obra rebé anotacions del psicòleg de la Universitat Harvard, Steven Pinker. Els seus treballs publicats inclouen The Great Big Book of Horrible Things (2011), un relat de les 100 pitjors atrocitats de la història mundial. El llibre, publicat en anglès, ha estat traduït al castellà, italià, portuguès i romanès.